# Камышеватка
Камышеватка (укр. Комишуватка) — село,
Приморский городской совет,
Приморский район,
Запорожская область,
Украина.
Код КОАТУУ — 2324810102. Население по переписи 2001 года составляло 526 человек.

## Географическое положение
Село Камышеватка находится на правом берегу реки Обиточная,
выше по течению на расстоянии в 3,5 км расположен город Приморск,
ниже по течению на расстоянии в 4 км расположено село Преслав.

## История
- Село возникло на месте сторожевого поста на Камышеватском броде через реку Обиточную, установленного А. В. Суворовым в 1778 году.

## Экономика
- «Зенит», ЧП.

## Объекты социальной сферы
- Почта
- Дом культуры.